# Ice (sång)
"Ice" är en låt av den finländska rockgruppen The Rasmus (då kända som bara Rasmus) från deras andra album Playboys.
Låten gavs ut som singel i januari 1998 och hamnade tvåa på Finlands singellista under sju veckor. Singeln innehåller totalt fyra spår, varav två av dem ("Wellwell" och "Kola") spelades in live vid ett uppträdande på nöjesparken Borgbacken i Helsingfors den 31 maj 1997. Det sista spåret "Uflolaulu" var en tidigare outgiven låt och finns därför inte med på något av bandets album. Ordet 'uflolaulu' är finska och kan översättas till 'ufosång'. Texten är helt på finska, precis som den förra b-sidan "Rakkauslaulu" från EP-skivan 1st.
Texten till "Ice" handlar om två olika personer, den ena är en upptagen bandmedlem och den andra en helt "vanlig" person (troligtvis är båda killar). Den "vanliga" personen har här en iskall attityd (därav låttiteln cold as ice) och försöker så gott han kan att undvika bandmedlemmen samtidigt som han pratar skit bakom hans rygg. Det verkar som att de från början var kompisar, men från och med att den ena killen började bli mer och mer upptagen med sitt band, började dem att bli ovänner. Bandmedlemmen försöker dock att få dem sams igen.
Melodin är huvudsakligen skatepunk och inleds med saxofon, vilket ger en glad inledning. När sången börjar, övergår den dock till en form av ska-punk. Det är en av de få låtarna som basisten Eero Heinonens röst tydligt hörs i bakgrunden av refrängen, speciellt framåt slutet av låten.

## Låtlista
Alla låtar skrivna av The Rasmus.
CD-singel (EP) (Januari 1998; Evidence/Warner Music Finland 3984-20771-2)
1. "Ice" – 2:44
2. "Ufolaulu" – 1:55
3. "Wellwell" (live) – 3:43
4. "Kola" (live) – 3:14

## Medverkande
The Rasmus
- Lauri Ylönen – sång
- Eero Heinonen – bas, bakgrundssång
- Pauli Rantasalmi – gitarr, bakgrundssång
- Janne Heiskanen – trummor

Övriga musiker
- Ilkka Herkman – produktion & inspelning
- Tarmo Haatanen – inspelning (endast livespåren)